# 1147 هـ
1147 هـ هي سنة في التقويم الهجري امتدت مقابلةً في التقويم الميلادي بين سنتي 1734 و1735.

## مواليد
- أبو القاسم الزياني، وزير ومؤرخ الدولة العلوية.

## وفيات
- عثمان الخطيب الموصلي